# ジョージ・ムラード
ジョージ・ムラード（英語:George Mourad、1982年9月18日 - ）は、レバノン、ベイルート出身のスウェーデンとシリアの元プロサッカー選手。

## 代表
2014 FIFAワールドカップ・アジア2次予選、タジキスタン代表戦をシリア代表でプレーしたところ、スウェーデン代表でプレーしたことがあったため、FIFAのルール上違反になり、シリアは失格になる(結果はホームでの第1戦を2-1、アウェーでの第2戦を4-0で勝ったが両戦とも3-0でタジキスタンの勝利となる)。また、シリアが失格になり、代替としてタジキスタン代表が3次予選に進出することになった。